# Jonas Gudauskis
Jonas Gudauskis (* 2. Februar 1890 im Dorf Šiauduva, Rajongemeinde Šilalė; † am 4. April 1980 in Chicago, USA) war ein litauischer Jurist und Politiker, Justizminister Litauens.

## Leben
Jonas Gudauskis lernte an der Grundschule Kvėdarna bei Šilalė. Danach absolvierte er die vierjährige Schule Telšiai sowie die Ausbildung des Grundschullehrers in Petersburg. Danach arbeitete er in den Grundschulen Švendriškės und Skaudvilė (Rajongemeinde Tauragė). Danach absolvierte er das Studium der Rechtswissenschaften an der Rechtsfakultät der  Lietuvos universitetas in Kaunas.
Ab 1922 arbeitete er am Justizministerium Litauens, danach als Ermittler in Šiauliai, Richter von Tauragė, Mitglied im Bezirksgericht Panevėžys und Abteilungsleiter im Gericht.
Ab 1935 war er Vorsitzender von Lietuvos teisininkų draugija. in der 19. Regierung von Vladas Mironas (Dezember 1938 – März 1939) war er litauischer Justizminister.